# جيم ببكر
جيم ببكر (بالإنجليزية: Jim Baker)‏ (15 نوفمبر 1891 في المملكة المتحدة - 13 ديسمبر 1966 بليدز في المملكة المتحدة) هو لاعب كرة قدم بريطاني (وحمل سابقاً جنسية المملكة المتحدة لبريطانيا العظمى وأيرلندا) في مركز الدفاع. لعب مع ديربي كاونتي وليدز يونايتد ونادي بورتسموث ونادي هارتلبول يونايتد وهدرسفيلد تاون ونادي نيلسون.